# Josip Bozanić
Josip Bozanić (Rijeka, Croacia, 20 de marzo de 1949) es arzobispo emérito de Zagreb y cardenal croata. Actualmente ostenta el carácter de elector en el Cónclave del 2025. 

## Carrera
Fue ordenado sacerdote el 29 de junio de 1975 y tiene una licenciatura en teología dogmática por la Pontificia Universidad Gregoriana y otra en derecho canónico por la Pontificia Universidad Lateranense.
El cardenal Bozanić sirvió como canciller y como vicario general de la curia de Krk. Fue profesor de teología dogmática y de derecho canónico en el Instituto Teológico de Rijeka.
El 10 de mayo de 1989 fue nombrado obispo coadjutor de Krk y fue ordenado obispo el 25 de junio de 1989. El 14 de noviembre de 1989 se convirtió en obispo de Krk.
Ha sido administrador apostólico de la archidiócesis de Rijeka-Senj.
Dentro de la Conferencia Episcopal de Croacia, fue Presidente de la Comisión para los Laicos, presidente de la Comisión de Relaciones con el Estado y miembro del Consejo Permanente.
En 1997, fue elegido Presidente de la Conferencia Episcopal de Croacia donde sirvió hasta 2007.
Fue Vicepresidente del Consejo de las Conferencias Episcopales de Europa desde 2001 hasta 2011.
El 5 de julio de 1997 fue nombrado Arzobispo de Zagreb.
Fue creado y proclamado Cardenal por San Juan Pablo II en el consistorio del 21 de octubre de 2003, con el título de San Jerónimo de los Croatas. Fue elector en los cónclaves de 2005 y 2013.
Bozanić es miembro de las Congregaciones para el Culto Divino y la Disciplina de los Sacramentos (siendo confirmado el 22 de febrero de 2022), para la Educación Católica; de los Consejos Pontificios para los Laicos, para la Promoción de la Nueva Evangelización, para las Comunicaciones Sociales; y del Consejo Especial para Europa de la Secretaría General del Sínodo de los Obispos.
El 7 de marzo de 2023 fue nombrado miembro de la Sección para las cuestiones fundamentales de la evangelización en el mundo del Dicasterio para la Evangelización ad quinquennium.
El 15 de abril de 2023 el papa Francisco aceptó su renuncia como arzobispo de Zagreb presentada a los 74 años, un año antes de lo requerido. Fue sucedido inmediatamente por su coadjutor, el arzobispo Dražen Kutleša.

## Sucesión
| Predecesor: Franjo Kuharić    | Cardenal presbítero de San Jerónimo de los Croatas 21 de octubre de 2003-actualidad | Sucesor: En el cargo    |
| Predecesor: Franjo Kuharić    | Arzobispo de Zagreb 5 de julio de 1997-15 de abril de 2023                          | Sucesor: Drazen Kutleša |
| Predecesor: Karmelo Zazinović | Obispo de Krk 14 de noviembre de 1989-5 de julio de 1997                            | Sucesor: Valter Župan   |